# Sogo
Công ty trách nhiệm hữu hạn Sogo (株式会社そごう Kabushiki gaisha Sogō) là một chuỗi cửa hàng bách hóa điều hành một mạng lưới chi nhánh rộng khắp tại Nhật Bản. Năm 2009, nó hợp nhất với The Seibu Department Stores, Ltd. (株式会社西武百貨店) để trở thành Sogo & Seibu Co., Ltd. (株式会社そごう・西武) . Nó từng sở hữu các cửa hàng ở nhiều địa điểm như Bắc Kinh ở Trung Quốc, Causeway Bay ở Hồng Kông, Đài Bắc ở Đài Loan, Jakarta và Surabaya ở Indonesia, Kuala Lumpur ở Malaysia, Singapore, Bangkok ở Thái Lan, London ở Vương quốc Anh, nhưng hầu hết các chi nhánh quốc tế này hiện đã đóng cửa hoặc hoạt động bởi các thương hiệu độc lập.

## Lịch sử
Sogo được thành lập vào năm 1830 tại Osaka bởi Ihei Sogo với tư cách là một nhà bán lẻ kimono đã qua sử dụng.
Vào tháng 7 năm 2000, công ty phải đối mặt với những rắc rối tài chính do chính sách đầu tư bất động sản liều lĩnh của cựu chủ tịch Hiroo Mizushima và sự suy sụp của giá bất động sản Nhật Bản kể từ giữa những năm 1980. Tập đoàn này đã sụp đổ dưới một núi nợ trị giá 17 tỷ USD, chủ yếu nợ Ngân hàng Công nghiệp Nhật Bản. Sogo nộp đơn lên Tòa án Quận Osaka theo Luật Cải tạo Dân sự vào ngày 12 tháng 7 năm 2000. Nó đã phải tự thoái vốn khỏi các ngành nghề kinh doanh không sinh lời, cũng như các tài sản có giá trị như một số cửa hàng ở Nhật Bản (ví dụ: Kokura và Kurosaki) và một số cửa hàng ở nước ngoài, bao gồm các cửa hàng ở Singapore, Kuala Lumpur, Hồng Kông và Đài Bắc.
Các cửa hàng Sogo ở nước ngoài khác tồn tại dưới hình thức nhượng quyền thương mại độc lập, qua đó công ty Nhật Bản cũng đã tìm cách huy động vốn.
Tại Nhật Bản, Sogo là công ty con của Millennium Retailing (nay được đổi tên thành Sogo & Seibu).